# 邢氏贯众
邢氏贯众（学名：Cyrtomium shingianum）为鳞毛蕨科贯众属下的一个种。

## 扩展阅读
維基物種上的相關：邢氏贯众